# Salpinia laosensis
Salpinia laosensis är en skalbaggsart som beskrevs av J. Linsley Gressitt och Yves Rondon 1970. Salpinia laosensis ingår i släktet Salpinia och familjen långhorningar.
Artens utbredningsområde är Laos. Inga underarter finns listade i Catalogue of Life.